# Walter Heimann (Ingenieur)
Walter Heimann (* 17. März 1908 in Dauborn bei Limburg an der Lahn; † 10. September 1981 in Wiesbaden) war ein deutscher Pionier der Fernsehtechnik.

## Leben
Nach Abschluss des Studiums der Elektrotechnik an der Technischen Hochschule Darmstadt Ende 1931 begann der junge Diplomingenieur Walter Heimann im Forschungsinstitut der AEG in Berlin-Reinickendorf mit Untersuchungen an Kathodenstrahlröhren. Im Mai 1933 wurde er mit einer Dissertation „Über die Frequenzabhängigkeit der Braunschen Röhre mit Gaskonzentration“ an der Technischen Hochschule Berlin-Charlottenburg zum Doktoringenieur promoviert und trat in die Forschungsanstalt der Deutschen Reichspost in Berlin ein. Hier befasste er sich insbesondere mit der Entwicklung von Röhren für Fernsehzwecke. Es gelang ihm, das erste deutsche Ikonoskop zu entwickeln. Bereits bei den Olympischen Sommerspielen 1936 in Berlin ermöglichte eine damit ausgerüstete Fernsehkamera der Deutschen Reichspost Live-Fernsehübertragungen. 1942 wurde Heimann an der Universität Heidelberg habilitiert. Ende 1944 wurde er hier zum Honorarprofessor ernannt. Nach dem deutschen Zusammenbruch im Jahr 1945 stand der Wissenschaftler, Oberpostrat und Leiter des Hochvakuumlaboratoriums der Deutschen Reichspost, vor der Notwendigkeit, sich eine neue Existenz aufzubauen. Bei der Postverwaltung war keine Möglichkeit zu einer weiteren wissenschaftlichen Betätigung gegeben. Er lehnte mehrere Angebote in den USA wissenschaftlich tätig zu werden ab und siedelte mit einigen ehemaligen Mitarbeitern nach Wiesbaden über um in seiner Heimat selbst eine Forschungsstätte zu gründen. Am 1. April 1946 gründete er die Firma Heimann GmbH. Anfang 1970 zog er sich aus dem Unternehmen zurück.
1968 wurde Walter Heimann zum Ehrenmitglied der Fernseh- und Kinotechnischen Gesellschaft ernannt und 1977 mit der Richard-Theile-Medaille für hervorragende Leistungen auf dem Gebiet des Fernsehens ausgezeichnet.
Bis zu seinem Tode forschte Heimann auch weiterhin in einem eigens für ihn eingerichteten Laboratorium.

## Seine Firma
Walter Heimann nannte seine Firma „Physikalisch-Technische Werkstätten“ und deutete damit gleichzeitig an, dass er etwas produzieren wollte. Aus dem Wissenschaftler wurde darüber ein Unternehmer. Anfang 1970 wurde seine Firma in Heimann GmbH umbenannt.
Heimann fand einen Weg, sich aus dem aktiven Geschäftsleben zurückziehen und dabei sicherstellen zu können, dass sein Lebenswerk erhalten bleibt: Man vereinbarte schließlich einen Zusammenschluss mit einer Mehrheitsbeteiligung der Siemens AG mit Wirkung vom 1. Januar 1970. Fortan wurden die Entwicklungspotenziale beider Unternehmen dem Fortschritt vor allem auf dem Gebiet der Fernsehaufnahmetechnik gewidmet.